# Багамський фунт
Багамський фунт (англ. Bahamian pound) — грошова одиниця Багамських островів, що була в обігу до середини 1966 року, коли його замінив багамський долар. 
Багамський фунт ділився 20 шилінгів, або 240 пенсів і був  прирівняний до фунту стерлінгів.

## Історія
До 1700 року в обігу були переважно португальські і бразильські монети, потім - британські, а також іспано-американські. У 1806 році була випущена єдина монета колонії – мідний пенні. У 1825 році законним платіжним засобом оголошений фунт стерлінгів, однак іспано-американське песо продовжували знаходитись в обігу.
У 1868 році випущена банкнота казначейства Нассау в 1 фунт, а в 1869 році розпочато випуск банкнот уряду колонії.
Близько 1870 року розпочато випуск банкнот Банку Нассау. У 1916 році їх випуск був припинений.
Багамський фунт, прирівняний до фунта стерлінгів, випускався тільки в формі банкнот. Монети не карбувалися, в обігу використовувалися британські монети.
25 травня 1966  року була введена нова грошова одиниця - багамський долар. Обмін проводився в співвідношенні: 7 шилінгів = 1 долар, або 1 фунт = 2,85714 долара. 

## Банкноти
Випускалися банкноти:
- Казначейства Нассау: 1 фунт;
- Уряду Багамських островів: 4, 10 шилінгів, 1, 5 фунтів;
- Банку Нассау: 4, 5, 10 шилінгів, 1 фунт.